# Радлін

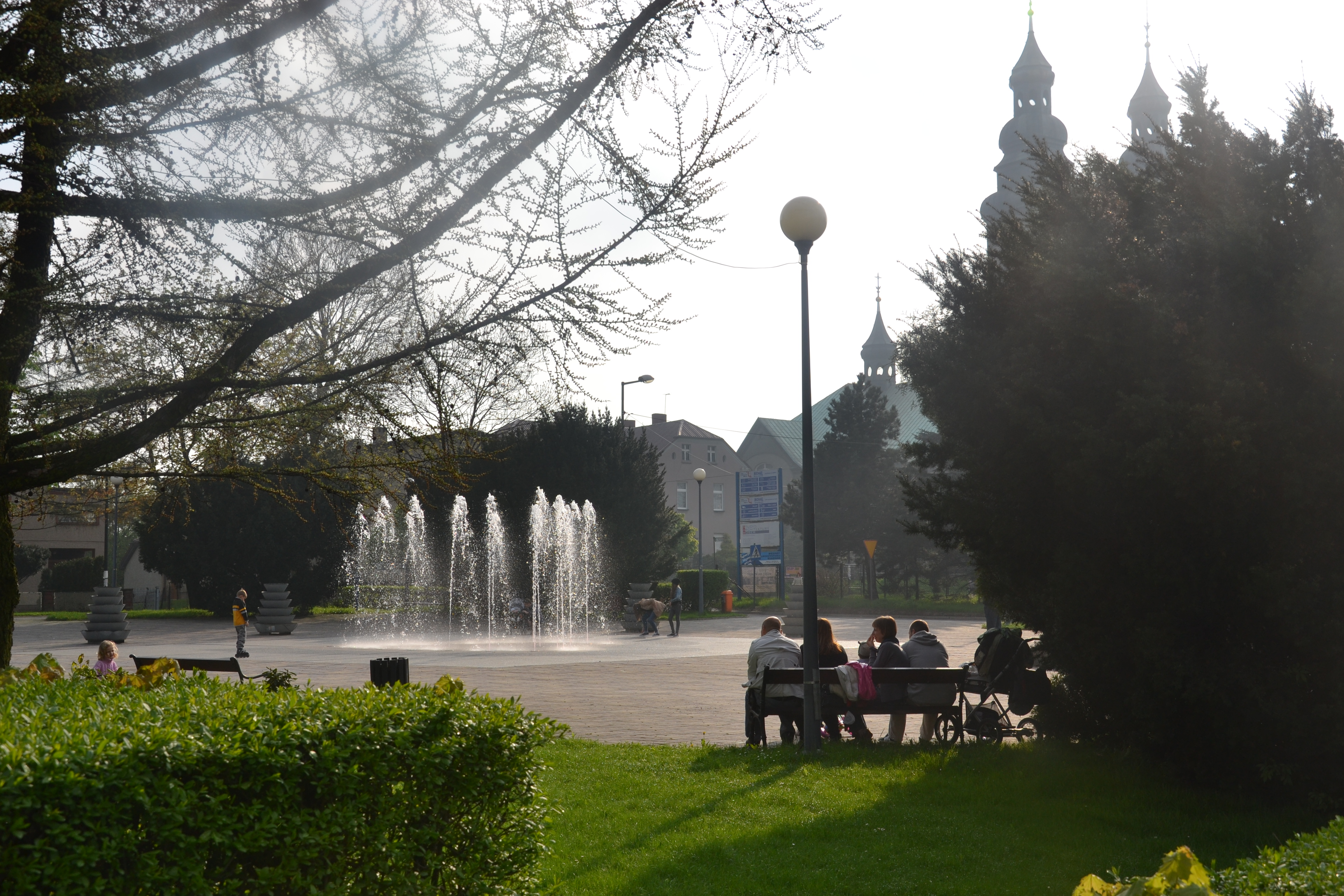
Ринок в Радліні

Радлін (пол. Radlin) — місто в південній Польщі.
Належить до Водзіславського повіту Сілезького воєводства.
Бурмістр — Барбара Маґера (Barbara Magiera).

## Економічний профіль міста
На території міста знаходиться понад 100-літня шахта «Марцель» (на даний час Шахта Кам'яного Вугілля РОВ, Рух «Марцель»), що входить до складу Товариства «Польська Гірнича Група» — найбільшого шахтарського підприємства в Європі і найбільшого виробника кам'яного вугілля в ЄС, Коксовня «Радлін» — одна з найсучасніших коксовень у Європі (750 тис. тон коксу та 12 тис. тон бензолу на рік) та місцева ТЕЦ «Марцель».
Крім шахтарської промисловості у місті розташована взуттєва фабрика «Аданекс» та велика кількість малих і середніх підприємств (домінують споживча сфера і послуги).

## Освіта у місті
У Радліні діють 4 школи:
- Гімназія № 1
- Комплекс спортивних шкіл у Радліні
(початкова і спортивна гімназія)
- Початкова Школа № 3 у Радліні
- Початкова Школа № 4 у Радліні
Крім того, у місті функціонує Гурток Позашкільної Праці та Світлиця «Коліба»

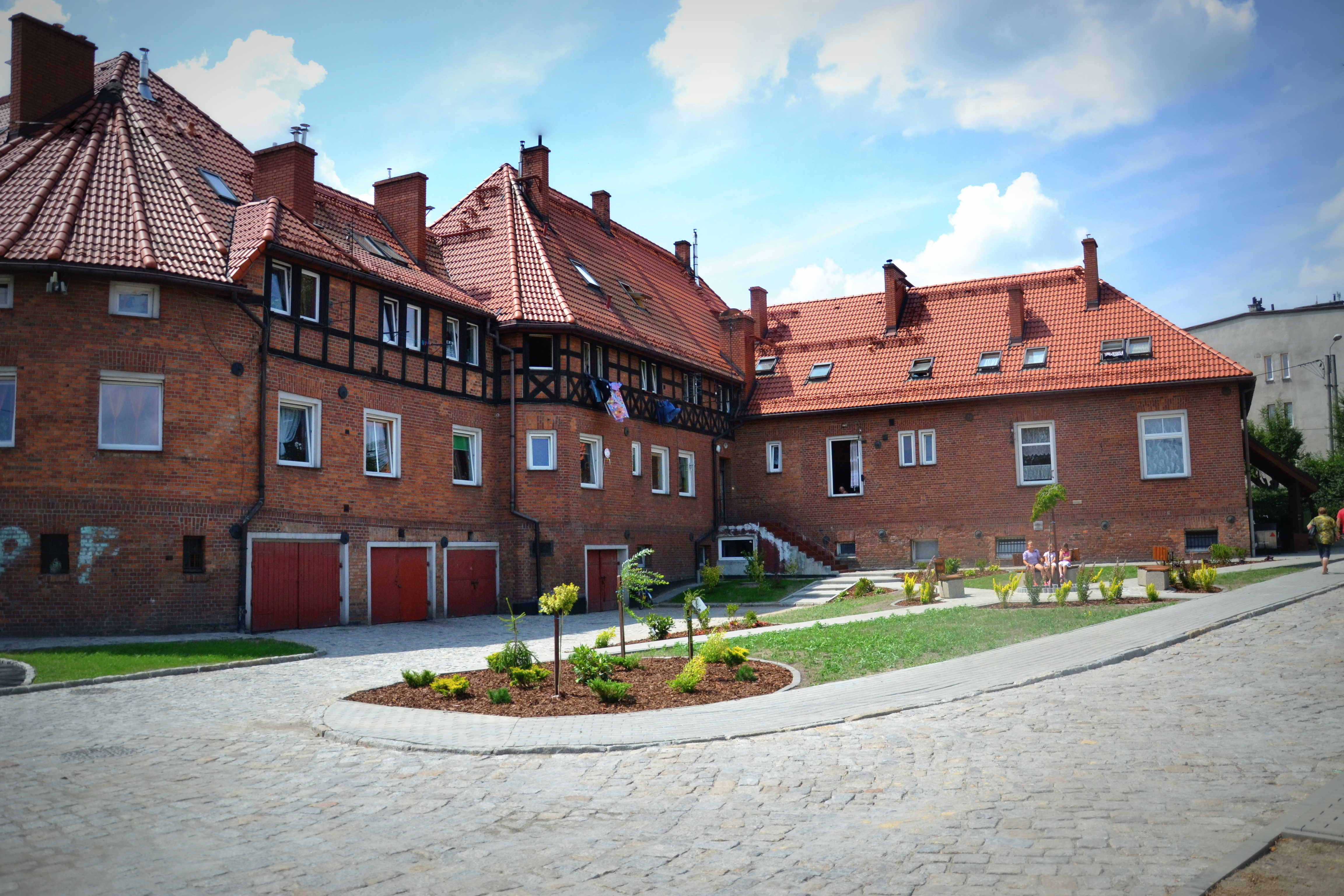
Хутір Емма в Радліні — модерністичний мікрорайон-сад XIX століття.

## Культура і спорт
У місті функціонують наступні заклади культури: 
- Міський Центр Культури у Раділі

- Міська публічна бібліотека
- Регіональний дім-музей міста Радлін (Радлінське Товариство Культури)
- Гурток Позашкільної Праці у Радліні.
- Діють багато громадських організацій, які працюють у сферах культури і народної спадщини, у тому числі:
- Радлінське Товариство Культури
- Об'єднання Активних Жінок у Радліні
- Фонд «Адуарте»
- Товариство «Молодий Радлін»
- Мішаний хор ім. Ю. Словацького
- Чоловічий хор «Ехо»

Спортивне життя міста організовують Міський Центр Спорту і Рекреації та велика кількість спортивних клубів у Радліні, у тому числі:
- Спортивний Клуб «Шахтар Радлін» (футбол, плавання) — створений у 1923 р., Віце-чемпіон Польщі 1951 року.
- Волейбольний Клуб «Шахтар Радлін» — створений у 2000 році, на даний час грає у II лізі волейболу.
- Гімнастичний Клуб «Радлін»
- Товариство Фехтування «Шахтар Радлін»
- Учнівський Спортивний Клуб «Трійка Радлін»

## Туристичні об'єкти

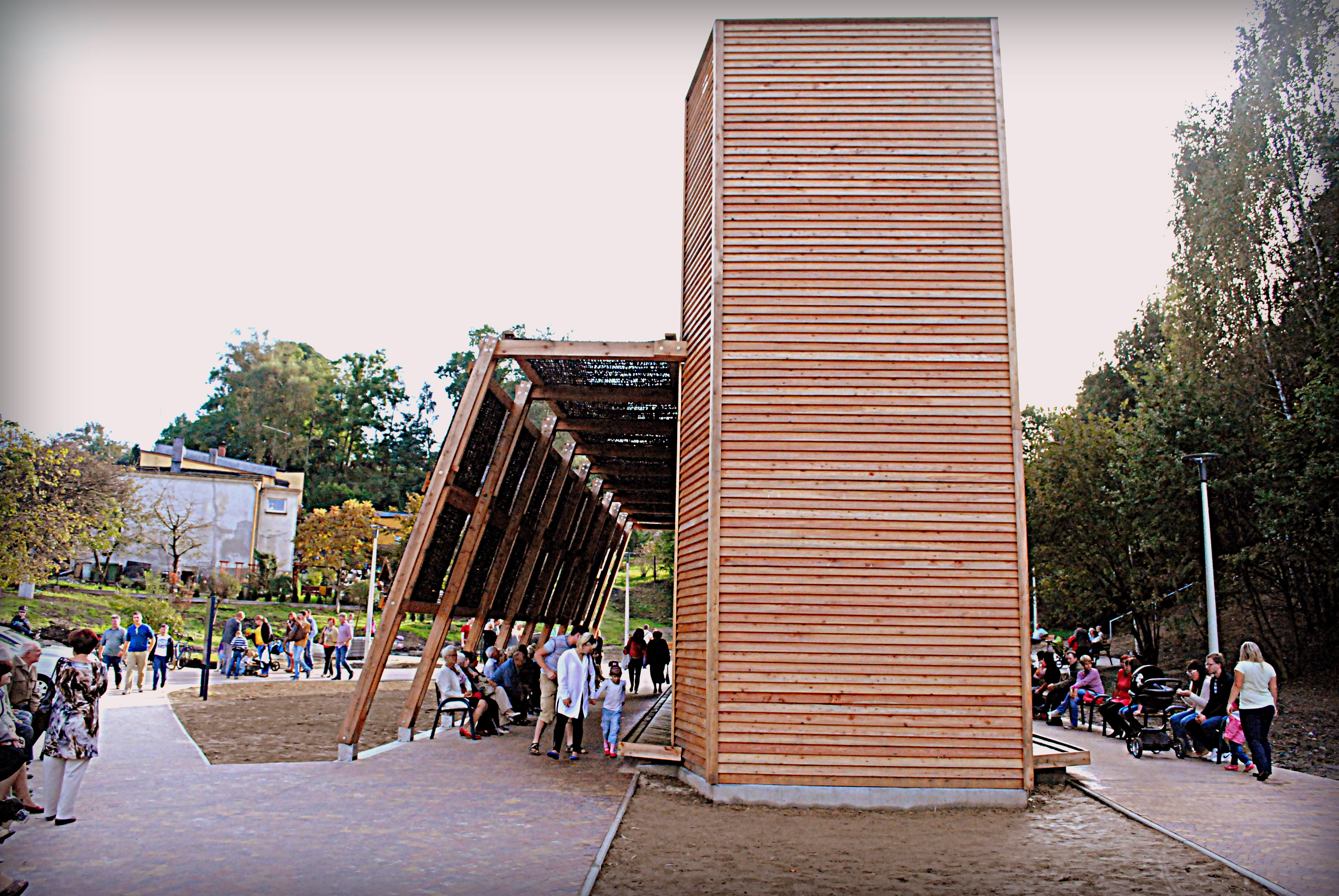
Градирня у Радліні

- Хутір Емма — модерністичний мікрорайон-сад XIX століття. Незмінний архітектонічний уклад і одна з перлин верхньосілезійської архітектури.[4]

- Градирня у Радліні — перший лікувальний об'єкт такого типу у промисловій частині Сілезії. Об'єкт має 3,95 м x 24,00 м, 8,20 м висоти. Наповнений тереном. Солянка, що спливає по гілках, утворює оздоровлюючий мікроклімат для людей з хворобами системи органів дихання.[5]

- Пам'ятник жертвам шахти Реден — місце трагічних подій періоду ІІ Світової війни[6]

## Демографія
Демографічна структура станом на 31 березня 2011 року:
|          | Загалом | Допрацездатний вік | Працездатний вік | Постпрацездатний вік |
| -------- | ------- | ------------------ | ---------------- | -------------------- |
| Чоловіки | 8751    | 1698               | 6064             | 989                  |
| Жінки    | 9354    | 1706               | 5603             | 2045                 |
| Разом    | 18105   | 3404               | 11667            | 3034                 |